# ラストブロンクス -東京番外地-
『ラストブロンクス -東京番外地-』（ラストブロンクス とうきょうばんがいち）は、1996年にセガがアーケードゲームとして発売した3Dタイプの対戦型格闘ゲームである。
3Dタイプの武器格闘はセガが初となる。モーションキャプチャを使用することによって武器の細かい動きも撮り込まれている。
1996年5月24日、東京蒲田にあるイベントスペース"PIO"で、セガの新作業務用ゲームの発表会が行われた。セガのAM3研が総力を注いで制作しているゲームとして出展され、多くの来場者が挑戦していた。
本作は、架空の東京を舞台にストリートギャング同士が繰り広げる抗争を描いたものである。プレイヤーキャラクターは各々が実在する格闘用の武器を手にしており、これを駆使して闘いを繰り広げる。また、サブタイトルが示す通り、彼らの闘いの場となるステージも東京都内に実在する場所をモデルにしている。開発はセガAM3研が担当。アーケード版のハードウェアは、同社の格闘ゲーム『バーチャファイター2』と同じMODEL2を使用している。

## 製品ラインナップ
- アーケードゲーム
  - LAST BRONX -東京番外地-（1996年発売）
- セガサターン用ソフト
  - LAST BRONX（1997年8月1日発売）

ストーリーモードにおいて、全キャラクターに最終戦のライバルキャクターとのやりとりと、短いながらもアニメムービーつきのエンディングが入る。
同梱CDの2枚目は「ラスブロ道場」になっており、ミニキャラクターたちがボイス付きで操作や技、コンボの説明をする。取扱説明書には各キャラクター、各技のコマンドの記載はされていない。
- Microsoft Windows用ソフト
  - LAST BRONX（1998年2月27日発売）
- PlayStation 2用ソフト
  - セガエイジス2500シリーズ LAST BRONX -東京番外地-（2006年6月29日発売）

## ゲームシステムの概要
ゲームスタート時、あるいは他のプレイヤーがCPU戦をしている最中への乱入時に使用キャラクターを選択。四方を柵に囲まれたステージの中で、定められた時間内にできる限り相手キャラクターを叩きのめす。基本的にリングアウトは存在せず（隠し操作で自らリングアウトすることはできる）どちらかの体力値が0になった時点でそのラウンドでの勝敗が決まり、制限時間内に両者ともに体力が尽きなかった場合は体力値の残量の優劣により勝敗が決まる。このようにして対戦相手と攻防を繰り返し、規定のラウンド数を先に制した側が勝者となる。各ラウンドの制限時間と先取ラウンド数は設定により変動する。
基本操作は同社の『バーチャファイター』シリーズや『ファイティングバイパーズ』シリーズとほぼ同様で、入力機器として8方向入力タイプのレバーとガード（G）・パンチ（P）・キック（K）それぞれに割り振られたボタン3個がある。レバーと3個のボタンそれぞれの入力の複合で、キャラクターに様々な行動を取らせる。Pボタンが主に武器攻撃に割り振られているのが本作の特徴である。
以下、本作ならではのシステムを述べる。

### アタックキャンセル
バーチャファイターシリーズにおけるテクニック「PKキャンセル」を、全ての打撃技に適用したものが本作のアタックキャンセルである（以下、ACと表記）。コマンドはキャラクターが打撃技のモーションに入った瞬間にガードボタンを軽く押すだけであるが、その際にレバーがニュートラル（未入力）になっていなければならない。ACが成立するとキャラクターはその攻撃を中断し、再度フリーで動ける状態へと戻る。
ACの導入によって得られる一番のメリットは、多段の連携技を途中で止めた際に生じる硬直が軽減されることである。本作ではどの打撃技も硬直が長めに設定されているため、通常の入力方法で止めても視覚的な攪乱効果はほとんど期待できないが、止めたい箇所よりも一段多めに入力してACすれば技後の戻りが格段に速くなる。これを利用すれば、連携技から他の連携技、あるいは本命の技へとスムーズに繋げられる。アタックキャンセル後に最速で出した技は単純に発生が1フレーム速くなるという利点もあるため、空中コンボに応用すれば、通常入力では不可能な多段のコンボも可能になる。他に、モーションが大振りな単発技をACでチラつかせて相手のガードを誘うなどの応用法がある。

### 潜り込み
身を屈めて相手方向へと前転する特殊行動で、相手の攻撃をかわしながらその懐へと入るために使用する。コマンドはP + K + Gの同時押し。
潜り込み中は上段判定の打撃技・中段判定の打撃技・投げ技が全て当たらない。特にコマンド投げが強い本作においては、この潜り込みが非常に有効な回避手段となる。相手の攻撃をうまく潜り込めた場合、その直後に浮かせ技や投げ技で反撃することも可能であるが、一方で下段判定の打撃技に対しては完全に無力で、相手側はローキックなどを重ねることでこれをあっさりと潰すことができる。潜り込み中に下段攻撃を食らうと、それがどのような性質の技であっても強制的にダウンしてしまう。なお、潜り込みから投げ技を出した場合、威力が通常よりも低くなる（技によって違い、通常時の5〜8割程度になる）。

## ストーリー
昭和の終わり、若者たちによる「第1次東京抗争」が起こっていた時代があった。争いに終止符を打ったのは、伝説のチーム「SOUL CREW」（ソウル・クルー）。強い力を持ちながら決して支配しない、「フリーソウル」な気風は若者たちに自由と安息を与え、様々なスタイルを生み出すきっかけとなった。
しかし平成の時代に、突如として平和は終わりを告げてしまう。シンボルでもあり絶対的なカリスマを誇っていた「SOUL CREW」チームリーダーが何者かに殺害される。「SOUL CREW」は内紛を起こし解散を余儀なくされ、パワーバランスは完全に崩れ去ってしまい、「第2次東京抗争」が勃発してしまう。
時を同じくして、「RED RUM」を名乗る人物より、文書が各チームのリーダーに届く。内容は丁寧だが高圧的な物言いで、チームリーダー同士が戦うことにより新たな支配者を決めるべきだとする提案と、そのための闇試合への参加を促すものだった。最初は相手にせず一笑に付していた者たちも、チームメンバーたちへの「RED RUM」の報復と思われる襲撃事件が頻発するに当たり、冗談とは捉えられなくなり、承諾せざるを得ない状況に追い込まれる。
様々な思惑が絡み合う中、闇試合は始まろうとしていた。

## 登場人物
工藤 優作（くどう ゆうさく、YUSAKU）
声 - 矢尾一樹
年齢 19歳 / 身長 171cm / 体重 66kg / 所属グループ：NEO SOUL
ライダーチーム「NEO SOUL（ネオ・ソウル）」を率いる若きリーダー。19歳。以前は伝説と謳われたライダーチーム「SOUL CREW」（ソウル・クルー）に属しナンバー3格であったが、チームリーダーの謎の死によってチームの体制は崩壊。メンバーが散り散りになる中、優作はそのリーダーの遺志を受け継いで新たにチームを旗揚げした。そこへ謎の組織「RED RUM」（レッド・ラム）から闇試合への招待状が送られ、都内を拠点とする他の7つのチームと強制的に闘わされることになった。リサから想いを寄せられているが、それに気付いているのかは不明（後に出たCDドラマでは彼女から告白されている）。
ゲーム内では主に三節棍を武器に闘うが、「ソニックエルボー」や「ショルダータックル」のような体を使った攻撃も得意。ほか、三節棍の特性を活かした投げ技も使う。概して単発技が多く、多段技は少なめ。ホームステージは、羽田空港（東京国際空港）の敷地内の一角「NAKED AIRPORT」。
稲垣 丈（いながき じょう、JOE）
声 - 塩沢兼人
年齢 23歳 / 身長 179cm / 体重 76kg / 所属グループ：新宿MAD
体制崩壊前のSOUL CREWのNo.2だったがリーダー殺害事件後の覇権争いに嫌気がさして離脱した。その後、気の合う仲間たちと少数精鋭の新ライダーチーム「新宿MAD（しんじゅくマッド）」を旗揚げした。23歳。何よりもバイクを転がすことを愛し、地位にはこだわらない自由な気風を持つ。優作のかつての兄貴分であったが、闇試合においてはライバルキャラクターとして彼と対峙することになる。
ゲーム内では手にしたヌンチャクによる攻撃のほか、蹴りや肘による攻撃も織り交ぜて闘う。全般的に下段攻撃は薄いものの、発生が早い中段始動のコンビネーションがあるのが強みで、これとACとの併用により近距離戦で凶悪なまでのラッシュを仕掛けることができる。そこから相手の焦りを誘発させてカウンターヒットからのコンボに持っていったり、コマンド投げに持っていったりするのが定番のスタイルである。また、多段かつ非常に強力な空中コンボを持つ。ホームステージは、新宿新都心内の超高層ビルの屋上ステージ「DARK ROOFTOP」。
草波 リサ（くさなみ りさ、LISA）
声 - 冨永みーな
年齢 17歳 / 身長 159cm / 体重 45kg / 所属グループ：オーキッズ
インターナショナル・ハイスクールの友人たちと組んでいるバンド「ORCHIDS（オーキッズ）」でドラムを担当している女子高生。17歳。アメリカ人とのハーフで、母親がアメリカ人弁護士の青年と恋に落ちた末に生まれた。しかし、祖父が主催する総合武術道場を継ぐ身だった母親がリサを置いて、弁護士の青年と逃げるようにアメリカに移住してしまい、祖父に引き取られて育つ。長じた現在では総合武術道場の師範代を務めているのだが、そのフラストレーションが彼女をバンド活動に向かわせている。ゲーム内ではダブルスティック（双桿）を武器に闘う。
しかし、闇試合とは縁のなさそうな彼女がなぜ今回の一件に顔を突っ込んだのかは不明（後にCDドラマで明かされた）。優作に対し淡い恋心を抱いており、CDドラマでは優作に告白している。
主に近距離戦から中距離戦を得意とするキャラクターで、よろめきを誘発する下段連携技といった性能の良い技を数多く持つ。また、リサは当たり判定が非常に小さく、しゃがんだまま何もしていない状態であれば上段攻撃だけでなく一部の中段攻撃も当たらないという特性を持つ。ホームステージは、東京港竹芝客船ターミナル内の帆船マストのオブジェがある広場「MOONLIGHT GARDEN」。
富家 大（とみいえ ひろし、TOMMY）
声 - 檜山修之
年齢 18歳 / 身長 165.5cm / 体重 54kg / 所属グループ：HELTERSKELTER
渋谷を拠点に活動するボーダーチーム「HELTER SKELTER（ヘルター・スケルター）」のリーダー。18歳。トミー自身は都内のチーム同士の抗争には然程興味を示してはいないものの、その余波によって街中で自由にスケートボードができなくなるのだけは御免だと思っている。また、人に頭を下げるのが大嫌いという傲慢な性格で、「来る敵は拒まず」の姿勢を続けている。元々はリサの祖父が主催する草波道場の門下生であり、ゲーム内で彼が披露する棍術はそこで学んだ。リサとは旧知の仲で、トミーは彼女に片思いをしている。しかし当のリサからはあまり相手にされていない。
彼が手にしているバトルスティック（棍）はリーチが非常に長く、「破地光激棍」のような思わぬ距離からでも相手に届いてしまう技を複数持っている。しかし、「連山崩棍」や「道玄雷連棍」のようなトミー主力の技はむしろ近距離戦用のものが多く、また、技の発生は全般的に遅く、機動力も財目と並び最低。ホームステージは、渋谷スクランブル交差点「CROSS STREET」。
港野 洋子（こうの ようこ、YOKO）
声 - 緒方恵美
年齢 20歳 / 身長 163.5cm / 体重 49kg / 所属グループ：G-TROOPS
サバイバルゲームチーム「G-TROOPS（ジー・トゥループス）」のメンバー。20歳。軍隊格闘技サークルへと変貌したことにより大規模化していった同チームもまたRED RUMから一大勢力と見做されたが、チームリーダーを務めるヨーコの兄が闇試合への参戦を拒んだためにRED RUMからの報復に遭う。このため、重傷を負って入院した兄に代わって彼女が闇試合に参戦した。人前では常に陽気で強気に振舞うが、実際には兄を常に立て慕う、心優しく健気な性格。
兄の交友関係から「SOUL CREW」の元メンバー、特に優作とは顔見知り。
ゲーム内では両手に携えた2本のトンファーと足技をメインに戦う。なお、全キャラクター中彼女のみが、短時間ではあるがゲームクリア後のエンディングムービーが用意されている。ホームステージは、都営新宿線駅の島式ホーム「LUST SUBWAY」。
黒澤 透（くろさわ とおる、KUROSAWA）
声 - 若本規夫
年齢 25歳 / 身長 177.5cm / 体重 71kg / 所属グループ：六本木野獣会
六本木を拠点に暗躍する遊び人グループ「六本木野獣会（ろっぽんぎ やじゅうかい）」を牛耳る人物。25歳。かつての「SOUL CREW」とは何らかの因縁があったらしく、優作や丈をとにかく毛嫌いしており、今回の一件に乗じて「SOUL CREW」関係者各々が旗揚げしたチームを全て潰そうと画策している。梛とも関わりはあるが、互いに犬猿の仲。出自や来歴の全てに謎が多く、何を考えているのか分からない不気味な雰囲気を持つ。
ゲーム内では手にした木刀と喧嘩技で対戦相手を完膚なきまでに叩きのめすというキャラクターである。コスチュームもヤクザが着ているような衣装で、ストリートファッションに身を包んでいる者が多いこのゲームの中では特異な存在。技の発生が遅いので小技同士の打ち合いは苦手だが、武器の性質上リーチには恵まれており、また、一発当たれば相手の体力をごっそりと奪える破壊力のある技を持つ。ホームステージは、繁華街の地下駐車場ステージ「RADICAL PARKING LOT」。
豊饒 梛（ほうじょう なぎ、NAGI）
声 - 井上喜久子
年齢 23歳 / 身長 167.5cm / 体重 52kg / 所属グループ：怒愚魔（ドグマ）
レディース「怒愚魔（ドグマ）」のリーダー。23歳。「世界の男達は、グラマラスな女のしもべであることが美しい」という偏った思想を掲げ、非常に凶悪なメンバーが揃う武闘派チームの頂点に立つ存在であり、SOUL CREW時代の優作やジョーでさえも、怒愚魔にだけは手を出せなかったという。しかし、第一次東京抗争時代は思想的に相容れないチームでありながらSOUL CREWと明確に敵対せずに静観を保っていた。SOUL CREWチームリーダーと梛はチーム結成以前からの友人という噂が一部であり、そのためだと言われている。
実は日本有数の財閥グループ総帥の一人娘（家出中）。そのためか生まれついてのヒステリックでサディスティックな女王様気質と独自の嗜好の持ち主であり、ヨーコに対し特殊な「興味」を持っている。その一方で男を完全に見下しているが、中でも牡の野獣そのものなクロサワを一番に嫌悪しているため、彼とは犬猿の仲である。
ゲーム内では2本の釵と足技を武器に闘う。投げ技も全て足技である。ナギの空中コンボはACなしでも成立するなど手軽な割には高威力で、さらには潜り込みに要する時間が短い、中段蹴りが2段技になっているなど、基本性能は全般的に高め。ホームステージは、レインボーブリッジから程近い場所に位置する埠頭の一角「TEARS BRIDGE」。
財目 三郎（ざいもく さぶろう、ZAIMOKU）
声 - 玄田哲章
年齢 26歳 / 身長 183cm / 体重 105kg / 所属グループ：葛飾ダンプスターズ
町内自衛団「葛飾ダンプスターズ（かつしかダンプスターズ）」のリーダーを務めている人物。26歳。元SOUL CREW関係者であるが、丈と同じく、リーダー殺害事件後のゴタゴタに嫌気がさしてチームを離脱した。現在では実家の建設会社「財目建設」の三男として働きつつ、若い衆の面倒を見ている。ナギが好みで、秘かに好意を抱いている。
重いハンマーを軽々と振り回す怪力の持ち主であり、ゲーム内ではその怪力を活かした高威力の打撃技と荒々しい投げ技を得意とする。また、本作で唯一カウンター技を持つキャラクターでもある。しかし、体の当たり判定が大きい割には武器のリーチが短く、動きも緩慢なので、打撃技の応酬では他のキャラクターに一歩譲る。また、その当たり判定の大きさゆえに空中コンボではバウンドを拾われやすく、特に柵が絡んだ状態では全く起き上がれないままKOされてしまうこともある。全般的に非常に癖が強いキャラクター。ホームステージは、東京臨海副都心 - 夢の島区域の工事現場の一角「NIGHTMARE ISLAND」。
レッドアイ（RED EYE）
声 - 林延年（現・神奈延年）
年齢 23歳 / 身長 不明 / 体重 不明 / 所属グループ：RED RUM
この闇試合を開催した組織「RED RUM」が送り込んだ刺客で、他のチームの7人を制した者のみにその姿を現す。外見から男性であることは分かるが、それ以外は一切が謎に包まれている。ヘッドマウントディスプレイを身につけ、ヨーコと同様にトンファーを手にしており、使用する技の構成もヨーコのそれと非常に似通っている。
その正体は、RED RUMからの報復を受け重傷を負ったはずのヨーコの兄、「港野 拳」である（ヨーコでクリアした時のエンディングムービーで洗脳されていたことが明らかになる）。挑戦者との闘いを心底楽しんでいるようで、ゲーム内では常に奇妙な笑い声を上げる。特定のホームステージを持っておらず、プレイヤーが使用するキャラクターのホームステージがレッドアイとの決戦の場となる。性能的にはヨーコをベースにオリジナルの技を加えたキャラクターで、特に投げ技はヨーコより威力が高い。
グレイ / メタル
特定条件下でレッドアイを倒すと、さらにその後、プレイヤーの前に姿を現す謎のキャラクター。両者ともに固有の名称を持たず、ゲーム内では自身が使用するキャラクターと同じ名前が画面上部の体力ゲージに表示される。また、使用する武器や技の構成も自身が使用するキャラクターと同じものになる。グレイは全身つや消し灰色の粘土状の体を持ち、メタルは全身ガンメタル系の色彩に輝く金属質の体を持つ。ホームステージは、窓から夜の東京湾が見える塔の一室「BRILLIANT ROOM」。

## 隠し要素
キャラクター選択画面で隠しコマンドを入力すると、ゲーム内でキャラクターが手にする武器が変化する。三節棍が三両編成の新幹線のおもちゃに、ヌンチャクがトウモロコシに、バトルスティックが『ダイナマイト刑事』のモップに、ハンマーが冷凍マグロに、木刀がハリセンに、トンファーが折り畳み傘や箸で刺したサンマの塩焼きになるなど、どれも元の武器に比べておちゃらけたものばかりになる。また、別のコマンドを入力することによってレッドアイが使用可能になる。
これらはアーケード版からあった隠し要素だが、家庭用では他にも様々な要素も追加されている。

## 移植時の変更点
最後発でリリースされたPS2版はアーケード版とまったく遜色ない移植を実現しているものの、著作権や広告契約の影響により、ステージの背景画が一部差し替えられている。トミーのホームステージ「CROSS STREET」の背景にある渋谷109の文字と一部のビルに掲載されていた広告は削除され、アーケード版・SS版・WIN版ではJALだった、優作のホームステージ「NAKED AIRPORT」の背景にある飛行機のペイントも変更されている。

## Vシネマ
1996年10月18日にゼネラル・エンタテイメントより、本作を実写化したVシネマ『LAST BRONX 東京番外地』が発売された。

### キャスト
- 工藤優作 - 川井博之
- 稲垣丈 - 鍋島利匡
- 港野洋子 - 浅井星光
- 黒澤透 - 唐渡亮
- 豊饒椰 - ぬまっち
- 草波リサ - 稲田えつこ
- 富家大 - 新沢裕之
- 財目三郎 - 城明男

### スタッフ
- 原案・協力 - セガ・エンタープライゼス・第三AM研究開発部
- 監督・脚本 - 鹿島勤
- 撮影 - 栢野直樹
- 音楽 - 大内義昭
- 企画・製作 - 株式会社セガ・エンタープライゼス
- 製作 - 株式会社ゼネラル・エンタテイメント

## メディアミックス関連
- テーマソング『JAGGY LOVE』 / D'SECRETS、作詞 / 大田みのる、作曲 / Woora

セガサターン版の主題歌。本作のために書き下ろされたもので、ゲーム中の設定などが織り込まれている。
- アンソロジーコミックス
- ラジオドラマ
- ラストブロンクス／東京番外地サウンドトラックVSクラブリミックス

「ラスト・ブロンクス」のオリジナル音源をクラブ / ダンス系DJ、アーティストがリミックス収録したアルバム。
河村知之の楽曲に、クラブ・リミックスアレンジャーとし PATRICK・MoZna・SHOKO.Fなどが参加していた。